# Liste des Grands Prix de Formule 1 interrompus sur drapeau rouge
 (mars 2025).
Si vous disposez d'ouvrages ou d'articles de référence ou si vous connaissez des sites web de qualité traitant du thème abordé ici, merci de compléter l'article en donnant les références utiles à sa vérifiabilité et en les liant à la section « Notes et références ».

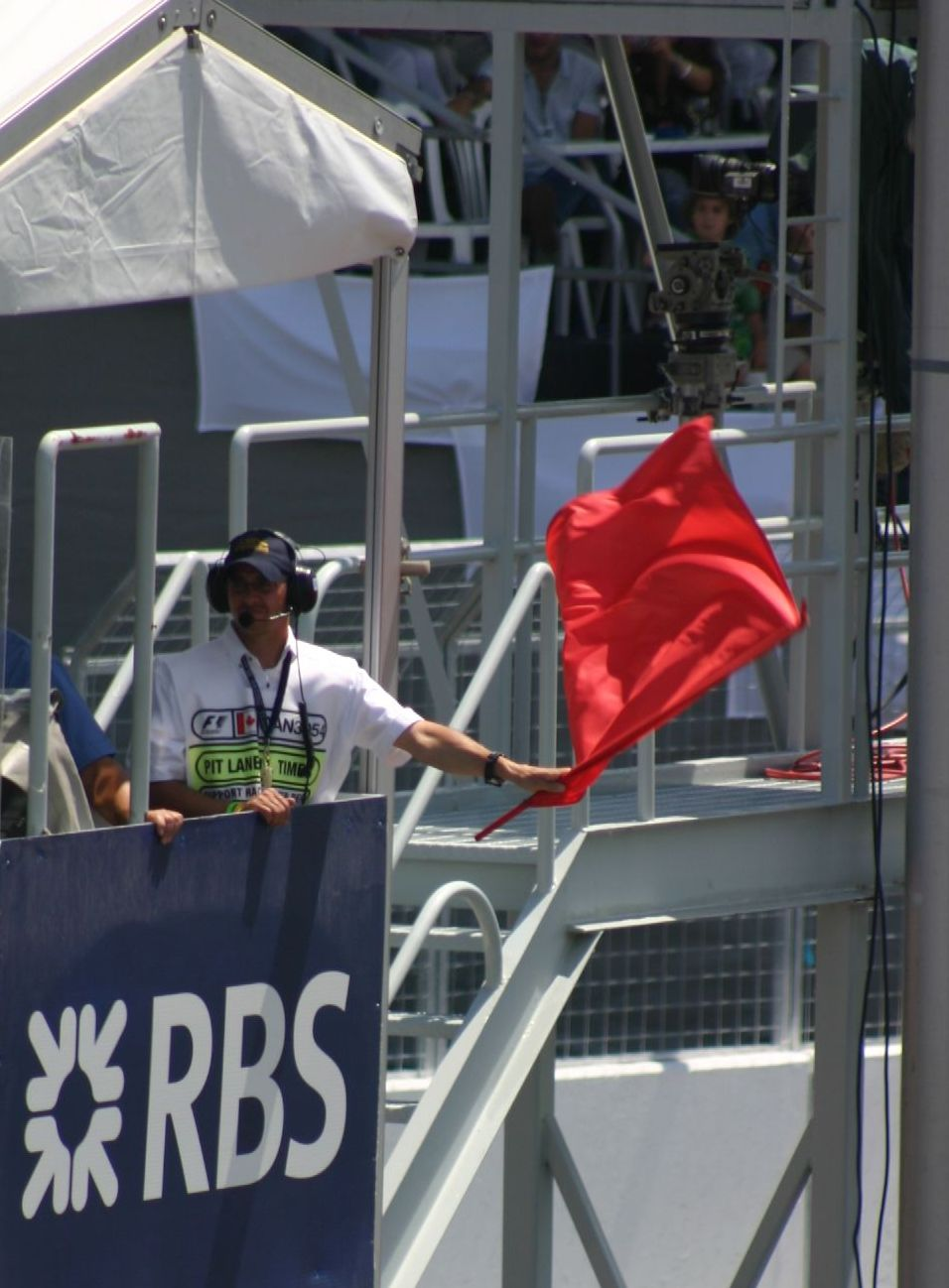
Un commissaire présentant le drapeau rouge après un accident durant la première séance de qualification du Grand Prix du Canada 2007.

Cette liste des Grands Prix de Formule 1 interrompus sur drapeau rouge répertorie les Grands Prix de Formule 1 comptant pour le championnat du monde ayant été interrompus sur ordre de la direction de course.
Après un drapeau rouge, le départ peut être redonné uniquement si les conditions de sécurité le permettent. Si la course ne reprend pas et que le pilote de tête a couvert moins de deux tours, aucun point n'est attribué. S’il a couvert plus de deux tours et moins de 75 % de la distance prévue, la moitié des points est attribuée. Enfin, s'il a couvert plus de 75 % de la distance, la totalité des points est distribuée.
| #  | Saison | Grand Prix      | Tour    | Causes | Conséquences |
| -- | ------ | --------------- | ------- | --- | --- |
| 89 | 2024   | São Paulo       | 32      | Course interrompue à cause d'une forte pluie provoquant l'accident de Franco Colapinto. | Après vingt-cinq minutes d'interruption, second départ derrière la voiture de sécurité avec Esteban Ocon en tête. |
| 88 | 2024   | Monaco          | 1       | Course interrompue à cause d'un accident impliquant Sergio Pérez, Kevin Magnussen et Nico Hülkenberg. | Après quarante minutes d'interruption, second départ arrêté avec Charles Leclerc en tête. |
| 87 | 2024   | Japon           | 1       | Course interrompue à cause d'un accident impliquant Alexander Albon et Daniel Ricciardo. | Après trente minutes d'interruption, second départ arrêté avec Max Verstappen en tête. |
| 86 | 2023   | São Paulo       | 2       | Course interrompue à cause d'un accident impliquant Alexander Albon, Kevin Magnussen et Nico Hülkenberg. | Après vingt minutes d'interruption, second départ arrêté avec Max Verstappen en tête. |
| 85 | 2023   | Mexico          | 34      | Course interrompue à cause d'un accident de Kevin Magnussen au tour précédent. | Après vingt minutes d'interruption, second départ arrêté avec Max Verstappen en tête. |
| 84 | 2023   | Pays-Bas        | 64      | Course interrompue à cause d'une forte averse provoquant plusieurs sorties de piste dont l'accident de Zhou Guanyu. | Reprise de la course, après quarante minutes d'interruption, derrière la voiture de sécurité avec Max Verstappen en tête. |
| 83 | 2023   | Australie       | 9 56 58 | Course interrompue à trois reprises à cause d'accidents. | Abandons d'Alexander Albon, Kevin Magnussen, Logan Sargeant, Nyck de Vries, Esteban Ocon et Pierre Gasly. |
| 82 | 2022   | Japon           | 3       | Conditions météorologiques difficiles. | Après deux heures d'attente, départ lancé avec Max Verstappen en tête. |
| 81 | 2022   | Grande-Bretagne | 1       | Au 1er tour, collision entre Zhou Guanyu, George Russell et Pierre Gasly. | Après 50 minutes d'attente, second départ arrêté avec Carlos Sainz Jr. en tête. |
| 80 | 2022   | Monaco          | 0 29    | Le départ est reporté de 19 minutes en raison de conditions météorologiques difficiles, les pilotes sont envoyés derrière la voiture de sécurité pour tester les conditions de la piste et le drapeau rouge est brandi après quelques tours de formation. Accident de Mick Schumacher dans les esses de la piscine.                                                                                           | Le départ est donné, à 16 h 05 (soit 1 h 5 après l'heure initiale du départ), derrière la voiture de sécurité avec Charles Leclerc en tête. Second départ lancé avec Sergio Pérez en tête. |
| 79 | 2021   | Arabie saoudite | 13 15   | Au 10e tour, Mick Schumacher sort de la piste au virage no 22 et percute violemment par l'arrière les barrières Tecpro. Lors du second départ, Charles Leclerc accroche Sergio Pérez, ce qui entraîne le ralentissement de George Russell, harponné par Nikita Mazepin dans l'incapacité de réagir. | La course est interrompue au 13e tour pour permettre la remise en place des barrières. Après 18 minutes d'attente, second départ arrêté avec Max Verstappen en tête. La course est interrompue au 15e tour pour permettre l'évacuation des monoplaces et le nettoyage des débris sur la piste. Après 15 minutes d'attente, troisième départ arrêté avec Esteban Ocon en tête.                                                    |
| 78 | 2021   | Belgique        | 0 3     | Le départ est reporté de 25 minutes en raison de conditions météorologiques difficiles, les pilotes sont envoyés derrière la voiture de sécurité pour tester les conditions de la piste et le drapeau rouge est brandi après plusieurs tours de formation. Après trois tours derrière la voiture de sécurité, la course est définitivement arrêtée.                                                           | Le départ est donné, à 18 h 17 (soit 3 h 17 après l'heure initiale du départ), derrière la voiture de sécurité avec Max Verstappen en tête. Les pilotes effectuent trois tours à vitesses réduite puis rentrent dans les stands Après 10 minutes d'attente, la course est définitivement arrêtée et le classement établi à l'issue du premier tour ; Max Verstappen est déclaré vainqueur et la moitié des points est attribuée. |
| 77 | 2021   | Hongrie         | 2       | Au 1er tour, Valtteri Bottas provoque un carambolage et Lance Stroll accroche Charles Leclerc ; cinq pilotes doivent abandonner. | La course est interrompue au deuxième tour pour évacuer les monoplaces immobilisées et nettoyer les débris sur la piste. Après 25 minutes d'attente, second départ arrêté avec Lewis Hamilton en tête. |
| 76 | 2021   | Grande-Bretagne | 2       | Au 1er tour, accrochage entre Max Verstappen et Lewis Hamilton au virage de Copse. Le choc provoque une sortie de piste à haute vitesse pour le pilote néerlandais qui s'écrase dans un choc à 51 g dans les barrières des pneus. | La course est interrompue au deuxième tour pour évacuer la monoplace et réparer le mur de pneus. Après 45 minutes d'attente, second départ arrêté avec Charles Leclerc en tête. |
| 75 | 2021   | Azerbaïdjan     | 48      | Au 47e tour, Max Verstappen crève à l'arrière gauche et percute les barrières dans la ligne droite. | La course est interrompue au tour suivant pour évacuer la monoplace et nettoyer la piste. Après 35 minutes d'attente, second départ arrêté avec Sergio Pérez en tête. |
| 74 | 2021   | Émilie-Romagne  | 34      | Au 32e tour, George Russell, en attaquant Valtteri Bottas, met deux roues dans l'herbe, perd le contrôle de sa monoplace et percute son adversaire. Les deux rivaux sortent de la piste et percutent les barrières de sécurité. | La course est interrompue pour évacuer les monoplaces, nettoyer la piste et procéder à l'inspection des barrières. Après 25 minutes d'attente, second départ derrière la voiture de sécurité, avec Max Verstappen en tête. |
| 73 | 2020   | Bahreïn         | 1       | Accident de Romain Grosjean au 1er tour qui touche Daniil Kvyat, sort de la piste et percute à haute vitesse le rail de sécurité. Sa voiture, encastrée dans le rail et coupée en deux, prend immédiatement feu. | La course est interrompue pour évacuer le pilote et la monoplace incendiée dont la cellule de survie est encastrée dans le rail de sécurité et procéder à la réparation de ce dernier. Après une heure et demie d'attente, second départ arrêté avec Lewis Hamilton en tête. |
| 72 | 2020   | Toscane         | 9 45    | À la relance du 6e tour, carambolage impliquant Carlos Sainz Jr., Kevin Magnussen, Antonio Giovinazzi et Nicholas Latifi. Drapeau rouge pour nettoyer la piste et évacuer les voitures. Au 43e tour, accident de Lance Stroll qui percute le mur de pneus à haute vitesse. Drapeau rouge pour réparer le mur de pneus.                                                                                        | Après 25 minutes d'attente, deuxième départ arrêté avec Valtteri Bottas en tête. Après 25 minutes d'attente, troisième départ arrêté avec Lewis Hamilton en tête. |
| 71 | 2020   | Italie          | 26      | Au 26e tour, accident de Charles Leclerc qui s'encastre dans le mur de pneus. Sortie du drapeau rouge pour réparer le mur de pneus. | Après 30 minutes d'attente, second départ arrêté avec Lewis Hamilton en tête. |
| 70 | 2017   | Azerbaïdjan     | 23      | À la suite de nombreux accrochages et incidents, l'accumulation de débris sur la piste nécessite son nettoyage. | Après 20 minutes d'attente, second départ derrière la voiture de sécurité avec Lewis Hamilton en tête. |
| 69 | 2016   | Brésil          | 21 29   | Sous la pluie battante, à la relance de l'épreuve après une période sous régime de la voiture de sécurité consécutive à un accident de Marcus Ericsson, Kimi Räikkönen part en tête-à-queue dans la ligne droite, secteur sous drapeau jaune, et percute les barrières de sécurité provoquant la sortie du drapeau rouge. Décision d'arrêter la course après plusieurs tours derrière la voiture de sécurité. | Après 30 minutes d'attente, second départ derrière la voiture de sécurité avec Lewis Hamilton en tête. Après 25 minutes d'attente, troisième départ derrière la voiture de sécurité avec Lewis Hamilton en tête. |
| 68 | 2016   | Belgique        | 10      | Accident de Kevin Magnussen qui part en tête-à-queue dans le Raidillon de l'Eau Rouge et s'encastre dans la barrière de pneumatiques protectrice. | Après 15 minutes d'attente, second départ derrière la voiture de sécurité avec Nico Rosberg en tête. |
| 67 | 2016   | Australie       | 19      | Accident de Fernando Alonso qui percute la monoplace d'Esteban Gutiérrez après que celui-ci a freiné assez fortement à l'abord d'un virage. L'Espagnol touche ensuite le muret sur sa gauche avant de partir dans une série de tonneaux dans une échappatoire. | Après 20 minutes d'attente, second départ derrière la voiture de sécurité avec Sebastian Vettel en tête. |
| 66 | 2014   | Japon           | 2 46    | Pluie torrentielle provoquée par le typhon Phanfone. Accident de Jules Bianchi au 42e tour qui sort de la piste et percute une grue venue évacuer la voiture d'Adrian Sutil ; Bianchi décède 9 mois plus tard. | Après 25 minutes d'attente, second départ derrière la voiture de sécurité depuis la voie des stands avec Nico Rosberg en tête. Arrêt du classement de la course au 44e tour. |
| 65 | 2014   | Grande-Bretagne | 1       | Accident de Kimi Räikkönen après une perte de contrôle de sa monoplace lors d'une sortie de piste ; il tape le rail de sécurité qui le renvoie sur la piste puis se fait percuter par Felipe Massa. | Abandons de Kimi Räikkönen et de Felipe Massa. Après 54 minutes d'interruption pour changer le rail de sécurité endommagé, un nouveau départ est donné derrière la voiture de sécurité avec Nico Rosberg en tête. |
| 64 | 2013   | Monaco          | 47      | Accident entre Pastor Maldonado et Max Chilton ; les barrières de sécurité s'enroulent autour de la Williams et obstruent la piste. | Un nouveau départ est donné après 35 minutes d'interruption ; Nico Rosberg mène la course derrière la voiture de sécurité. |
| 63 | 2012   | Malaisie        | 10      | Pluie torrentielle. | Un nouveau départ, pour 47 tours, est donné après 50 minutes d'interruption ; Lewis Hamilton mène la course derrière la voiture de sécurité. |
| 62 | 2011   | Canada          | 26      | Pluie torrentielle. | Après deux heures et cinq minutes d'attente, un nouveau départ est donné derrière la voiture de sécurité pour 45 tours avec Sebastian Vettel en tête. |
| 61 | 2011   | Monaco          | 73      | Accident entre Vitaly Petrov, Adrian Sutil, Lewis Hamilton et Jaime Alguersuari. | Nouveau départ après 20 minutes d'attente pour 5 tours, derrière la voiture de sécurité avec Sebastian Vettel en tête. |
| 60 | 2010   | Corée du Sud    | 4       | Pluie torrentielle. | Départ retardé de 10 minutes puis course interrompue au 3e tour et nouveau départ après 40 minutes d'attente pour 52 tours, lancé derrière la voiture de sécurité avec Sebastian Vettel en tête. |
| 59 | 2009   | Malaisie        | 33      | Pluie torrentielle. | Après 50 minutes d'attente d'une amélioration météorologique, la FIA annonce que le GP ne reprendra pas. Jenson Button remporte les 5 points de la victoire car moins de 75 % de la distance a été parcourue. |
| 58 | 2007   | Europe          | 5       | Sorties de piste, dans le premier virage, de Vitantonio Liuzzi, Scott Speed, Nico Rosberg, Adrian Sutil et Jenson Button à cause d'une pluie orageuse torrentielle. | Nouveau départ, pour la distance totale, lancé derrière la voiture de sécurité avec Markus Winkelhock en tête. |
| 57 | 2003   | Brésil          | 56      | Accident de Mark Webber qui percute le mur dans la remontée vers le dernier virage. Fernando Alonso percute une roue perdue par Mark Webber et s'encastre dans le mur de pneus à haute vitesse. | 75 % de la distance ayant été parcourue, la course est arrêtée et Giancarlo Fisichella remporte sa première victoire en GP après un imbroglio autour des chronométrages, qui avaient décrétés Kimi Räikkönen vainqueur. |
| 56 | 2001   | Belgique        | 5       | Accident de Luciano Burti. | Nouveau départ avec Michael Schumacher en pole. Le nouveau règlement stipule que le résultat final ne tient compte que de la deuxième partie de la course (précédemment, les temps réalisés avant et après drapeau rouge étaient additionnés). |
| 55 | 2001   | Allemagne       | 1       | Piste rendue impraticable par les nombreux débris de monoplaces à la suite d'une collision entre Luciano Burti et Michael Schumacher | Nouveau départ pour la distance totale avec Juan Pablo Montoya en pole. |
| 54 | 2000   | Monaco          | 1       | Un problème informatique retarde l'allumage des feux de départ, l'information ne parvient pas à tous les pilotes et cause l'accrochage entre Pedro de la Rosa et Jenson Button ce qui entraîne un embouteillage. | Nouveau départ pour la distance totale avec Michael Schumacher en pole. |
| 53 | 1999   | Grande-Bretagne | 1       | Alex Zanardi et Jacques Villeneuve calent sur la grille. Peu après la levée du drapeau rouge, Michael Schumacher sort violemment de la piste et se brise la jambe droite. | Nouveau départ avec Mika Häkkinen en pole. |
| 52 | 1998   | Belgique        | 1       | Gros accident impliquant 13 voitures : David Coulthard, Alexander Wurz, Johnny Herbert, Rubens Barrichello, Olivier Panis, Mika Salo, Ricardo Rosset, Eddie Irvine, Toranosuke Takagi, Pedro Diniz, Jarno Trulli, Jos Verstappen et Shinji Nakano . | Nouveau départ avec Mika Häkkinen en pole. Rubens Barrichello, Olivier Panis, Mika Salo et Ricardo Rosset n'ont pas pu reprendre la course car le mulet était utilisé par leurs coéquipiers. |
| 51 | 1998   | France          | 1       | Jos Verstappen cale sur la grille. | Après 10 minutes d'attente, nouveau départ sur la distance d'origine avec Mika Häkkinen en pole. |
| 50 | 1998   | Canada          | 1       | Accident dans le premier virage impliquant Jean Alesi, Alexander Wurz, Johnny Herbert et Jarno Trulli. | Nouveau départ avec David Coulthard en pole. Le Grand Prix se court sur toute sa distance. |
| 49 | 1997   | Canada          | 56      | Accident d'Olivier Panis. | Plus de 75 % de la distance ayant été parcourue, la course ne redémarre pas. Michael Schumacher remporte le Grand Prix. |
| 48 | 1997   | Brésil          | 1       | Accident de Giancarlo Fisichella, Eddie Irvine, Jan Magnussen et Damon Hill. Rubens Barrichello cale sur la grille. | Premier tour effacé, Jacques Villeneuve s'élance en pole. Magnussen n'a pas pu reprendre le départ. |
| 47 | 1996   | Australie       | 1       | Accident de Martin Brundle, David Coulthard et Johnny Herbert. | Après 25 minutes d'attente, nouveau départ sur la distance d'origine avec Jacques Villeneuve en pole. Johnny Herbert ne reprend pas la piste. |
| 46 | 1995   | Portugal        | 1       | Accident de Ukyo Katayama, Andrea Montermini, Luca Badoer et Roberto Moreno. Katayama se blesse durant l'incident. | Après 25 minutes d'attente, nouveau départ sur la distance d'origine avec David Coulthard en pole. Ukyo Katayama et Max Papis ne repartent pas. |
| 45 | 1995   | Italie          | 1       | Accident de Max Papis, Jean-Christophe Boullion, Andrea Montermini, Pedro Diniz et Roberto Moreno. | Après 15 minutes d'attente, nouveau départ sur la distance d'origine avec David Coulthard en pole. Andrea Montermini et Roberto Moreno ne repartent pas. |
| 44 | 1995   | Monaco          | 1       | Accident de Jean Alesi, Gerhard Berger et David Coulthard. | Après 25 minutes d'attente, nouveau départ sur la distance d'origine avec Damon Hill en pole. Domenico Schiattarella ne reprend pas la piste. |
| 43 | 1995   | Argentine       | 1       | Accidents de Rubens Barrichello, Luca Badoer, Jean Alesi, Mika Salo et Olivier Panis. | Après 25 minutes d'attente, nouveau départ sur la distance d'origine avec David Coulthard en pole. Luca Badoer ne repart pas. |
| 42 | 1994   | Japon           | 13      | Accident de Martin Brundle. | Après 15 minutes d'attente, nouveau départ derrière la voiture de sécurité avec Michael Schumacher en tête de peloton. La course est réduite à 50 tours sur les 53 tours prévus. |
| 41 | 1994   | Italie          | 1       | Accident de Eddie Irvine, Johnny Herbert, David Coulthard et Olivier Panis. | Après 25 minutes d'attente, nouveau départ sur la distance d'origine avec Jean Alesi en pole. |
| 40 | 1994   | Saint-Marin     | 7       | Accident mortel d'Ayrton Senna. | Après 40 minutes d'attente. Nouveau départ avec Michael Schumacher en pole, le classement final se fait par addition des temps des 2 manches. Érik Comas ne reprend pas la piste. La course est réduite à 58 tours sur les 61 prévus |
| 39 | 1992   | France          | 18      | Pluie. | Après 25 minutes d'attente, nouveau départ pour 69 tours avec Riccardo Patrese en pole. Le classement final se fait par addition des temps des 2 manches. |
| 38 | 1991   | Australie       | 16      | Pluie et accidents de Jean Alesi, Nicola Larini, Michael Schumacher et plus tard, Mauricio Gugelmin, Nigel Mansell et Gerhard Berger. | Après de nombreux accidents et la pluie continuant, la course est stoppée au 16e des 81 tours prévus. Ayrton Senna remporte la victoire et la moitié des points est distribuée. Ce Grand Prix a été le plus court de l'histoire du championnat du monde de Formule 1 en termes de distance et de temps de course pendant 30 ans, battu depuis par le Grand Prix de Belgique 2021.                                                |
| 37 | 1990   | Portugal        | 61      | Accident d'Alex Caffi. | Course arrêtée au 61e des 71 tours prévus. Nigel Mansell reçoit les 9 points de la victoire. |
| 36 | 1990   | Italie          | 2       | Accident de Derek Warwick. | Nouveau départ sur la distance d'origine avec Ayrton Senna en pole. |
| 35 | 1990   | Belgique        | 1 1     | Accident à l'extinction des feux. Accident de Paolo Barilla qui endommage une barrière de sécurité. | Nouveau départ sur la distance d'origine avec Ayrton Senna en pole. Aguri Suzuki ne reprend pas le départ. Nouveau départ sur la distance d'origine avec Ayrton Senna en pole. Paolo Barilla ne reprend pas la course. |
| 34 | 1990   | Monaco          | 1       | Accident d'Alain Prost et Gerhard Berger. | Nouveau départ sur la distance d'origine avec Ayrton Senna en pole. |
| 33 | 1989   | Australie       | 2       | Pluie provoquant des accidents dans le premier tour. | Nouveau départ pour la distance initiale avec Ayrton Senna en pole. Course interrompue au bout de deux heures au 70e des 81 tours prévus. |
| 32 | 1989   | France          | 1       | Accident de Mauricio Gugelmin, Nigel Mansell, Olivier Grouillard et Thierry Boutsen. | Nouveau départ sur la distance d'origine avec Alain Prost en pole. |
| 31 | 1989   | Mexique         | 2       | Accident dans le premier tour. | Nouveau départ sur la distance d'origine avec Ayrton Senna en pole. |
| 30 | 1989   | Saint-Marin     | 3       | Accident de Gerhard Berger. | Course interrompue au 3e tour. Nouveau départ pour 58 tours avec Ayrton Senna en pole et classement par addition des temps des deux manches. |
| 29 | 1988   | Portugal        | 1       | Accident au départ. | Nouveau départ sur la distance d'origine avec Alain Prost en pole. |
| 28 | 1987   | Mexique         | 30      | Accident de Derek Warwick. | Nouveau départ avec Nigel Mansell en pole. |
| 27 | 1987   | Portugal        | 1       | Accident de Christian Danner au départ. | Nouveau départ sur la distance d'origine avec Gerhard Berger en pole. Christian Danner ne redémarre pas. |
| 26 | 1987   | Autriche        | 1 1     | Accident au départ. Nouvel accrochage au départ. | Nouveau départ sur la distance d'origine avec Nelson Piquet en pole. Nouveau départ sur la distance d'origine avec Nelson Piquet en pole. Philippe Streiff ne reprend pas la piste. |
| 25 | 1987   | Belgique        | 2       | Accrochage entre Jonathan Palmer et Philippe Streiff. | Nouveau départ sur la distance d'origine avec Nigel Mansell en pole. Palmer ne redémarre pas. |
| 24 | 1986   | Grande-Bretagne | 1       | Accident au départ impliquant Allen Berg, Christian Danner, Piercarlo Ghinzani et Jacques Laffite qui se brise les jambes et arrête sa carrière en F1. | Nouveau départ avec Nelson Piquet en pole. Aucun des pilotes impliqués dans l'accrochage ne reprend la piste. |
| 23 | 1985   | Autriche        | 1       | Accident au départ. | Nouveau départ avec Alain Prost en pole. |
| 22 | 1984   | Autriche        | 1       | Problème d'allumage des feux de départ provoquant un faux départ. | Nouveau départ avec Nelson Piquet en pole. |
| 21 | 1984   | Grande-Bretagne | 11      | Accident de Jonathan Palmer. | Nouveau départ avec Nelson Piquet en pole. |
| 20 | 1984   | Détroit         | 1       | Accident au départ de Manfred Winkelhock et Marc Surer | Nouveau départ avec Nelson Piquet en pole. Marc Surer ne redémarre pas. |
| 19 | 1984   | Monaco          | 31      | Pluie. | Course arrêtée au 31e des 77 tours prévus. Alain Prost remporte les 4,5 points de la victoire (seule la moitié des points est distribuée). En fin de saison, Prost manque le titre de champion du monde pour un 0,5 point. |
| 18 | 1982   | États-Unis Est  | 6       | Pluie causant l'accrochage de Riccardo Patrese et Roberto Guerrero. | Nouveau départ avec Alain Prost en pole. Course interrompue au bout de deux heures au 62e des 70 tours prévus. Classement final par addition des temps des deux manches. |
| 17 | 1982   | Canada          | 1       | Accident au départ dans lequel Riccardo Paletti se tue. | Nouveau départ avec Didier Pironi en pole. |
| 16 | 1981   | France          | 58      | Pluie et accident de Jacques Laffite. | Course arrêtée au 58e tours, nouveau départ avec Alain Prost en pole qui remporte la victoire après addition des temps des deux manches. |
| 15 | 1981   | Belgique        | 2 54    | Accident impliquant Riccardo Patrese, un de ces mécaniciens présent sur la piste et Siegfried Stohr. Pluie. | Nouveau départ sur la distance d'origine. Course arrêtée au 54e des 70 tours prévus, Carlos Reutemann remporte la victoire. |
| 14 | 1980   | Canada          | 1       | Accident au départ de Derek Daly et Mike Thackwell | Nouveau départ avec Nelson Piquet en pole. Les pilotes impliqués dans l'accident ne repartent pas. |
| 13 | 1979   | Afrique du Sud  | 2       | Pluie et accident de Jan Lammers. | Nouveau départ avec Gilles Villeneuve en pole. Le classement final est établi par addition des temps des 2 manches. |
| 12 | 1979   | Argentine       | 1       | Accident au départ impliquant Arturo Merzario, Nelson Piquet, Patrick Tambay, Didier Pironi et Jody Scheckter. | Nouveau départ sur la distance d'origine. Aucun des pilotes impliqués dans l'accident ne reprend la piste. |
| 11 | 1978   | Italie          | 1       | Accidents au départ de Vittorio Brambilla, Brett Lunger, Hans-Joachim Stuck, Didier Pironi et Ronnie Peterson (qui décèdera). | Nouveau départ avec Gilles Villeneuve en pole. La course est arrêtée au 40e des 52 tours prévus à cause de la tombée de la nuit. Mario Andretti coupe la ligne d'arrivée en tête mais est pénalisé d'une minute pour départ anticipé. Niki Lauda est déclaré vainqueur. |
| 10 | 1978   | Autriche        | 7       | Pluie et accidents de James Hunt, Alan Jones, Riccardo Patrese et Harald Ertl au 7e tour. | Nouveau départ avec Ronnie Peterson en pole. |
| 9  | 1976   | Allemagne       | 2       | Accident de Niki Lauda, Brett Lunger et Harald Ertl. | Nouveau départ sur la distance d'origine avec James Hunt en pole. Six pilotes sont absents. |
| 8  | 1976   | Grande-Bretagne | 1       | Accident au départ de Hans-Joachim Stuck et Guy Edwards. | Nouveau départ sur la distance d'origine avec Niki Lauda en pole. James Hunt, Clay Regazzoni et Jacques Laffite sont disqualifiés pour avoir utilisé le mulet lors du second départ. |
| 7  | 1975   | Autriche        | 29      | Pluie. | Course arrêtée au 29e des 54 tours prévus, Vittorio Brambilla remporte la victoire, seule la moitié des points est attribuée. |
| 6  | 1975   | Grande-Bretagne | 56      | Pluie et accidents de 7 pilotes. | Course arrêtée au 56e des 67 tours prévus et victoire d'Emerson Fittipaldi. |
| 5  | 1975   | Espagne         | 29      | Accident de Carlos Pace et Rolf Stommelen qui cause la mort de 4 personnes. | Le Grand Prix est arrêté au 29e des 75 tours prévus et Jochen Mass remporte la victoire. Seule la moitié des points est distribuée. Lella Lombardi, 6e, marque un demi-point et devient la seule femme à ce jour à être entrée dans les points en Formule 1. |
| 4  | 1974   | Brésil          | 32      | Pluie. | Course arrêtée au 32e des 40 tours prévus, Emerson Fittipaldi est déclaré vainqueur. |
| 3  | 1973   | Grande-Bretagne | 2       | Accident au départ impliquant Jody Scheckter, Mike Hailwood, Jochen Mass, Carlos Pace, Jean-Pierre Beltoise, Andrea de Adamich, Roger Williamson, George Follmer et Jackie Oliver. | Nouveau départ avec Ronnie Peterson en pole. |
| 2  | 1971   | Canada          | 64      | Pluie. | La course est arrêtée au 64e des 80 tours prévus et Jackie Stewart déclaré vainqueur. |
| 1  | 1950   | Indianapolis    | 138     | Pluie. | La course est arrêtée au 138e des 200 tours prévus et Johnnie Parsons déclaré vainqueur. |